# 千葉市立打瀬中学校
千葉市立打瀬中学校（ちばしりつ うたせちゅうがっこう）は、千葉市美浜区打瀬にある公立中学校。
学区は美浜区打瀬地区内全域で1995年に開校した。

## 概要
同校は幕張新都心の居住地区である、幕張ベイタウン内に位置し、周りのマンション群に合わせた近代的なデザインの校舎をもつ（設計:山下和正建築研究所）。また、県内では初の教科センター方式を採用した学校である。制服やチャイム、校則 は基本的に設定されておらず、全体的に見て独自な校風をもっている。
平成30年度の生徒数は、市内で3番目に多く、877人の生徒が在籍している。生徒数が増えてきたため近隣に別の中学校を開校する計画があったが、校舎を増築することで取りやめになった。なお、市内で最も生徒数が多いのは蘇我中学校、次に多いのは花園中学校である。

## 交通
ここではJR京葉線海浜幕張駅からの行き方を説明する。
公共の交通機関の場合
海浜幕張駅北口のバス4番乗り場からベイタウン循環マリンルート（京成バス・平和交通バス）に乗車し、「打瀬中学校」バス停下車。運賃はICカード利用で165円、現金170円。
徒歩の場合
海浜幕張駅南口から徒歩約20分。

## 沿革
- 1995年4月5日：開校
- 1996年2月15日：校旗・校歌制定
- 2000年6月6日：首相の森喜朗が視察
- 2004年3月31日：6教室増築
- 2006年3月31日：6教室増築

## 主な施設
校舎は3階建てでアリーナは1階がアリーナ、3階が武道場となっていて、施設全体の敷地面積は24,028m2である。同校では教科センター方式を採用しているため国語や数学などといった実技系でない教科にも専用の教室が用意されている。またクラス専用の教室はないため荷物はクラス専用の「ホームベース」（ロッカールーム）に置き、学級活動や給食などは各教科の決められた教室をホームルームとして借りる形になる。また、校舎を上から見ると、ベイタウンのBの形になっている。

### 1階

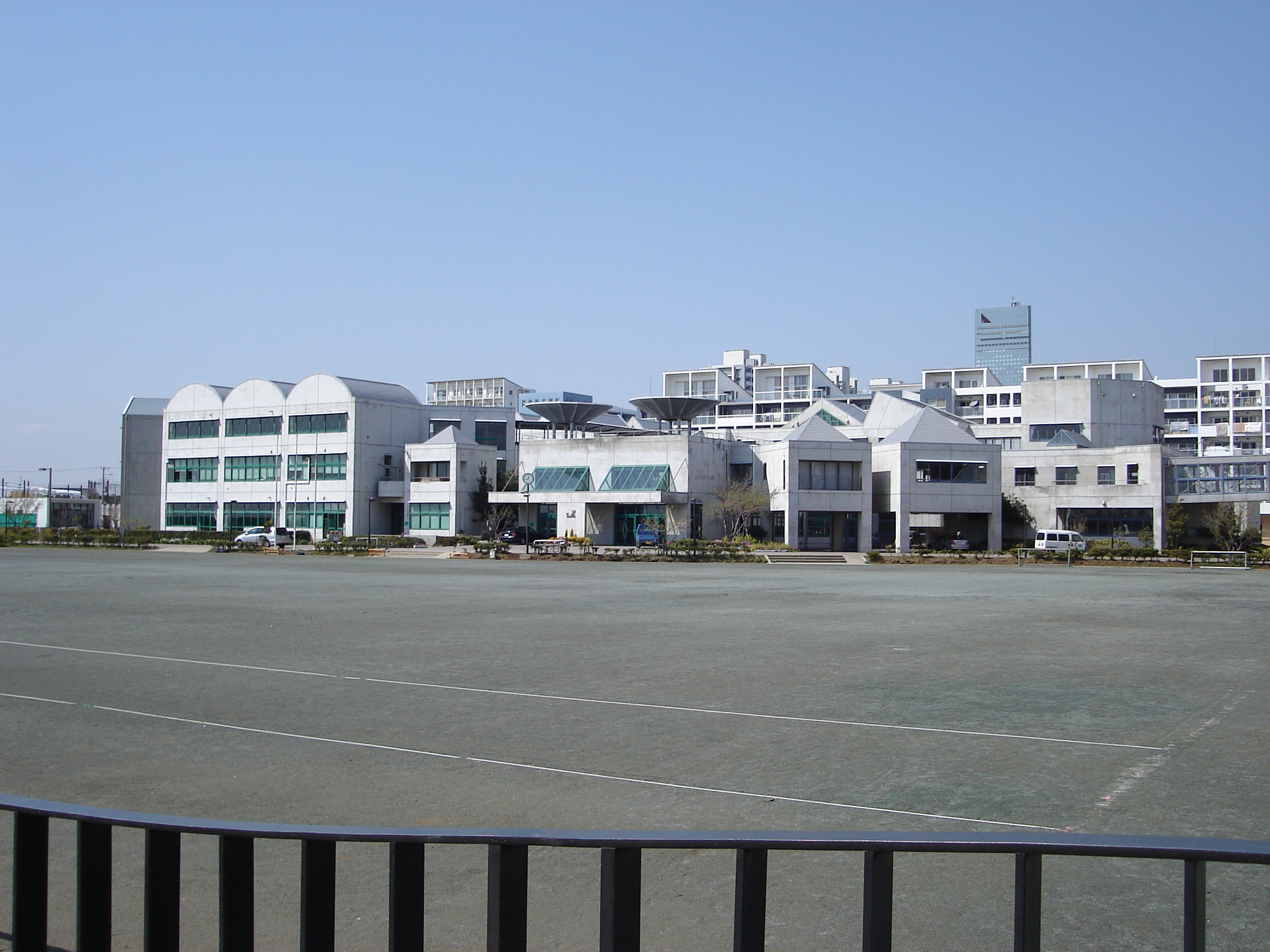
校舎

国語、社会の教室が中心。実技系教科の教室も多い。
- 国語科教室
- 国語科研究室
- 国語科OWS（オープンワークスペース）
- 社会科教室
- 社会科研究室
- 社会科OWS
- 美術室
- 金工・木工室
- 調理・被服室
- 保健室
- 事務室
- 図書室
- 多目的ホール
- CAI室
- 配膳室
- 3学年ホームベース

### 2階
吹き抜けが多いため、施設の面積は少なめ。
- 英語科教室
- 英語科研究室
- 英語科OWS
- 共通講義室（1～5）
- 校務センター
- 和室
- 放送室
- 生徒会室
- 校長室
- 会議室
- 3学年ホームベース

### 3階
数学・理科の教室が中心。2階屋上に出ることもできる。
- 数学科教室
- 数学科研究室
- 数学科OWS
- 理科教室
- 理科研究室
- 理科OWS
- 第一理科実験室
- 第二理科実験室
- 共通講義室6
- 音楽室
- 視聴覚室
- 2学年ホームベース

### アリーナ

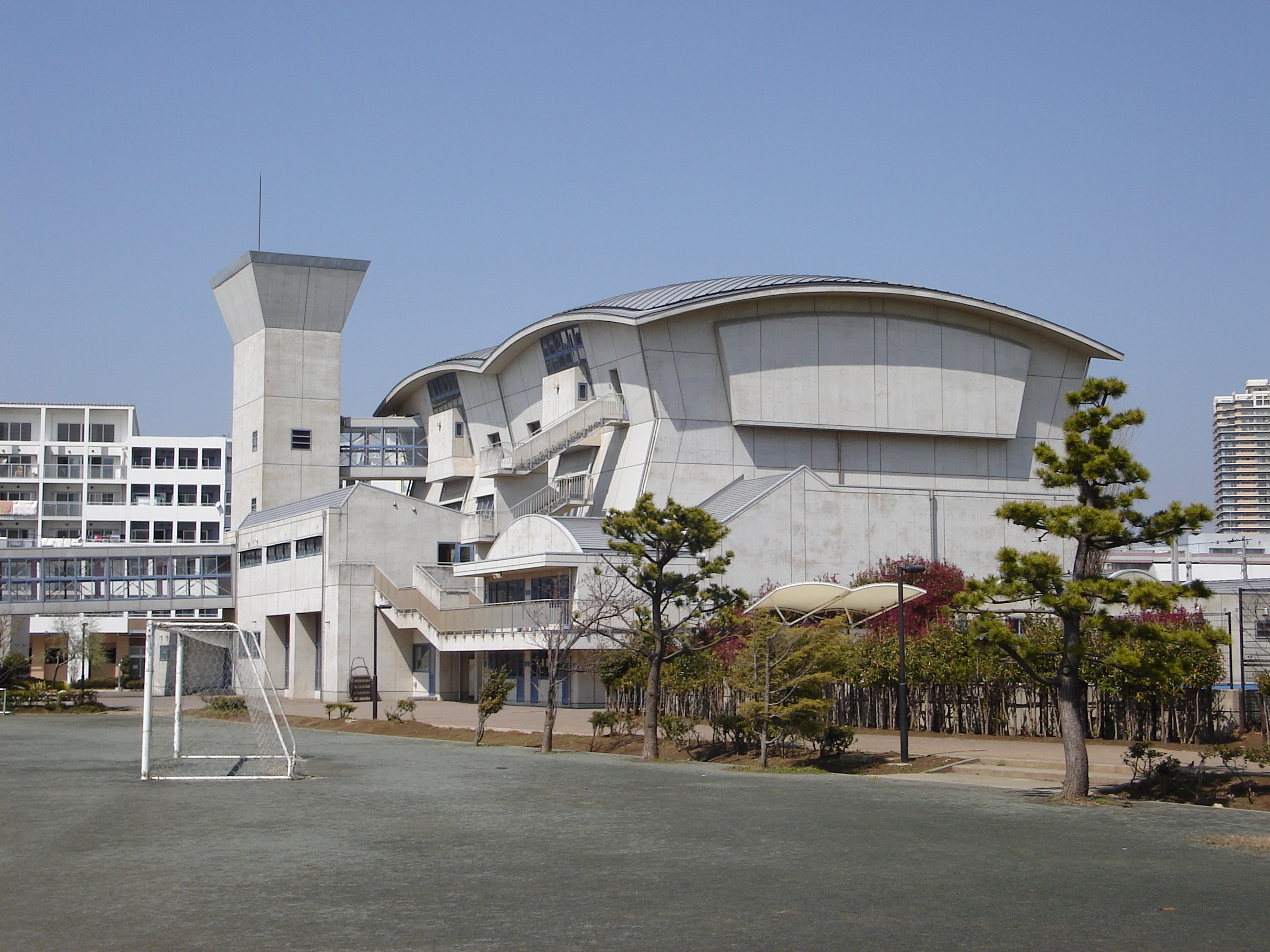
アリーナ

体育関係の施設はここに集中する。またAED（自動体外式除細動器）が1階に設置されている。
- アリーナ（1階）
- 体育科研究室（1階）
- トレーニングルーム（1階）
- 武道場（3階）

### その他
- プール
- 部室
- テニスコート
- 校庭
- 中庭
- 屋上
- 第2グラウンド

## 服装
同校では制服のないことが大きな特徴であるが体操服などには指定がある。また、普段は普通の服装だが卒業式などの儀式では各自でそれなりの服装を用意しなければならなく、校内では「式服」と呼ばれる。

## 年間行事
- 入学式
- 新入生歓迎会
- 任命式
- 体育祭
- 生徒総会
- 3年修学旅行
- 1年校外学習
- 部活動激励会
- 2年自然教室
- 生徒会役員選挙
- 音魂祭（合唱コンクール）
- 受験激励会
- 1年EX講座
- 3年生を送る会
- 卒業式
- 離任式

## 委員会

### 専門委員会
- 体育委員会
- 美化委員会
- 給食委員会
- 広報委員会
- 放送委員会
- 保健委員会
- 図書委員会
- 緑化委員会

### 特設委員会
- 選挙管理委員会
- 体育祭実行委員会
- 音魂祭実行委員会

## 部活動

### 現在の部
部活動は全部で17部あり、体育系が多い。
- サッカー部
- 野球部
- 陸上競技部
- バスケットボール部（男・女）
- ソフトテニス部（男・女）
- バドミントン部
- バレーボール部（男・女）
- ハンドボール部
- 卓球部
- 吹奏楽部
- 科学部
- 調理部
- 水泳部(すでに廃部が決まっており、新規の部員は募集していない)
- 美術部
- 剣道部
- 演劇部
- 硬式テニス部

## 著名な出身者
- 星野みなみ（アイドル）
- 竹田忠嗣（サッカー選手）
- 持田早智（水泳選手）
- 冨澤拓海（サッカー選手）

## その他
- 校内の教室や廊下のほとんどはカーペット張りとなっている。
- 校舎を上空から見るとBの字形になっているが、これは幕張ベイタウン(MAKUHARI BAYTOWN)のBを表しているといわれている。
- ゴミの処理は幕張新都心の廃棄物空気輸送システムを利用している。
- 打瀬中は、開校以来生徒数が増加していたが、平成28年度からは生徒数が減少に転じた。